# 羅曼尼夫 (利維夫州)
49°42′34″N 24°20′29″E / 49.70944°N 24.34139°E
羅馬尼夫（羅馬化：Romaniv）是烏克蘭西部的村莊，隸屬利維夫州的利維夫區。該村始建於1410年，面積3.63平方公里，海拔高度290米，2001年人口900。